# Óscar Muñoz (Fußballspieler, 1951)
Óscar Roberto Muñoz (* 24. September 1951 in Maipú) ist ein ehemaliger argentinischer Fußballspieler. Der Mittelfeldspieler wurde mit dem CD Cobreloa zweimal chilenischer Meister und erreichte zweimal das Finale der Copa Libertadores.

## Karriere
Óscar Muñoz begann seine Profikarriere 1973 in seiner Heimatstadt bei Deportivo Maipú und wechselte 1974 zum AC San Martín. 1976 kam der Argentinier in die chilenische Primera División zu Ñublense und wechselte 1980 zum CD Cobreloa. Beim Klub aus der Atacama-Wüste erlebte der Mittelfeldspieler seine erfolgreichste Zeit. Bis 1982 stand er beim Klub aus Calama unter Vertrag. Mit Cobreloa gewann Muñoz die Meistertitel 1980 sowie 1982. Bei der Copa Libertadores 1981 erreichte Chiles Meister überraschend das Finale und zog erst im Entscheidungsspiel gegen Brasiliens Topverein Flamengo Rio de Janeiro den Kürzeren. Im Entscheidungsspiel sorgte Zico mit seinen beiden Treffern für den Erfolg der Brasilianer. Bei der Copa Libertadores 1982 kam Cobreloa erneut ins Finale, unterlag dort aber Peñarol Montevideo nach einem torlosen Unentschieden im Rückspiel durch ein Tor in der vorletzten Spielminute.
Zum Ende seiner Karriere kehrte Munoz nach Mendoza zurück und spielte sein letztes Profijahr bei Gimnasia y Esgrima de Mendoza.

## Erfolge
Cobreloa
- Chilenischer Meister: 1980, 1982
- Finalist der Copa Libertadores: 1981, 1982